# Парута (Потенца)
Парута (итал. Parruta) је насеље у Италији у округу Потенца, региону Базиликата.
Према процени из 2011. у насељу је живело 227 становника. Насеље се налази на надморској висини од 169 м.